# Житич
Житич — річка в Україні, у Сумському районі Сумської області. Ліва притока Олешні (басейн Дніпра).

## Опис
Довжина річки приблизно 4,5 км.

## Розташування
Бере початок на північно-східній околиці села Рибці. Тече переважно на південний захід понад Житейським і впадає в річку Олешню, праву притоку Псла